# Ten Thousand Lightyears
Albums de Boney M.
Christmas Album
(1981) Kalimba de Luna – 16 Happy Songs
(1984)
Singles
1. Somewhere in the World
Sortie : mai 1984

Ten Thousand Lightyears est le septième album studio du groupe Boney M., sorti en 1984 sur le label Hansa Records.
L'album a atteint la 23e place en Allemagne.

## Liste des pistes
| 1. | Exodus (Noah's Ark 2001) |  |
| 2. | Wild Planet              |  |
| 3. | Future World             |  |
| 4. | Where Did You Go?        |  |
| 5. | 10.000 Lightyears        |  |
| 6. | I Feel Good              |  |

| 1. | Somewhere in the World   |  |
| 2. | Bel Ami                  |  |
| 3. | Living Like a Moviestar  |  |
| 4. | Dizzy                    |  |
| 5. | The Alibama              |  |
| 6. | Jimmy                    |  |
| 7. | Barbarella Fortuneteller |  |